# Słone (Basse-Silésie)
Pour les articles homonymes, voir Słone.
Słone est une localité polonaise de la gmina de Żukowice, située dans le powiat de Głogów en voïvodie de Basse-Silésie.